# Al-Nahda Club (Arabia Saudita)
El Al-Nahda Club (en árabe: نادي النهضة السعودي‎) es un equipo de fútbol de Arabia Saudita que juega en la Segunda División de Arabia Saudita, la tercera categoría nacional. Fue fundado en el año 1949 en la ciudad de Al Kobhar.

## Palmarés
- Primera División de Arabia Saudita (2): 1990–91,[2] 1992–93[3]
- Segunda División de Arabia Saudita (2): 1997–98, 2010–11
- Prince Faisal bin Fahd Cup Division 1 y 2 (2): 1992–93, 1995–96